# サミュイル・ポクラス
 サミュイル・ヤコヴレヴィッチ・ポクラス（露: Самуи́л Я́ковлевич Покра́сс、英: Samuil Yakovlevich Pokrass、1894年 - 1939年6月15日）ポクラス兄弟の長男、ソ連とアメリカの作曲家、ポップピアニスト。

## 生い立ち・経歴
1894年、キエフでユダヤ人の家庭に生まれる。母はファイナ・ルボヴナ・ポクラス（1868-1968）。父は食肉商のヤコフ・モイセヴィチ・ポクラス（?-1932）で、息子たちを音楽家に育てることに執着していた。サミュエルはアメリカのマスコミのインタビューで、彼はしばしば罰を受け、一度は父親にヴァイオリンを頭から叩きつけられたこともあったと回想している。幼い頃からヴァイオリンを習い、10歳でキエフ音楽院のヴァイオリンとピアノのクラスに入学した。16歳の時にはすでに名伴奏者として知られ、ポップミュージックが好きで詩を書いていた。同時にペトログラード音楽院ピアノ科に入学し、1917年に卒業した。
P. ハーマンの詩による "The Days Roll By "やダクティーユの詩による "Two Roses"などの彼のロマンスは、現代のヴォーカリストたちによって演奏され続けている。最高のコンサートホールで演奏されるポップ・セレブリティによる彼のロマンスの演奏は、彼に高い名声をもたらした。

### 内戦の時期
音楽院を卒業後、キエフに戻り、ポップ・ピアニスト、ヴィルトゥオーゾ伴奏者として大成功を収めた。1920年に赤軍がキエフを占領した後、彼は詩人のピョートル・グリゴリエフとともに司令部からいくつかの戦闘曲を依頼され、その中の行進曲「赤軍に勝る者なし」は世界的に有名になった。
1923年、モスクワに移る。1923年12月18日、新しく開館した音楽ホール「アクアリウム」をテーマにした曲でデビュー。この曲は劇場のシンボルとなった。ドミトリー・ポクラスの回想によると、サミュイルの兄弟は彼の移住後、長年にわたって彼のアレンジメントを使用していたということである。

### 移民
1924年2月にベルリンに渡り、1925年から1927年にかけてはモロッコのスルタン、ムーレイ・ユスフの宮廷で音楽家として仕えたが、ハレムの衛兵との確執からフランスへの逃亡を余儀なくされた。1927年から1928年にかけてパリに住み、「猿とバイオリンを持って」路上演奏を始め、数ヵ月後にはモーリス・シュヴァリエと共演する。
その後、アメリカに渡り、自身のオーケストラを指揮する傍ら、ハリウッド映画などのダンス音楽を作曲している。1932年、小説『シラノ・ド・ベルジュラック』を原作とするオペレッタ『シラノ』を上演した。1934年から1939年まで20世紀フォックス社と仕事をし、同スタジオのために15本の映画とアニメの音楽を作曲。彼の音楽が使われた映画『三銃士 (1939年の映画)』は、戦後ソ連の配給で、（ドイツから持ち帰った）「トロフィー」映画として、広く知られるようになった。
1939年6月5日、サミュエルは新しいブロードウェイ・ミュージカルの仕事の交渉のためニューヨークに到着。6月15日、友人たちと川でくつろいでいたところ、突然気を失い、同日夕方、病院で45歳の若さで死去。死因は風邪による心臓の合併症。ニューヨークに埋葬された。

## 作品
- 赤軍に勝るものなし（ P.グリゴリエバ（ゴリンシュタイン）。
- 岐路に (作詞・作曲 S.ポクラッサ）。
- そして花は生き返った（作詞：S.シュムスキー）。
- また一人ぼっち 夢は消えた (作詞 S.シュムスキー）。
- 放置された静かな庭を思い出してください（ P.ハーマン）。
- 夕焼けが消えた (作詞P.ハーマン）。
- キスするな、甘やかすな（ P.ハーマン）。
- 日々は続く（ P.ハーマン）。
- 2 つのバラ

## 文学
- A. V.シロフ 「最初のソビエトの歌の歴史から (1917-24)」 - 1963年
- A. ソホール 「ソビエト音楽の始まり」 音楽生活 - 1967年 No. 2.